# Георги Чохаджиев
Георги Николов Чохаджиев (Чохаджи) е български революционер, гарибалдиец, лесоинженер.

## Биография
Георги Чохаджиев е роден в 1827 година година в Ниш, тогава в Османската империя. Завършва военно училище в Атина и в Париж. Участва в доброволческите отряди на Джузепе Гарибалди при обединението на Италия. В средата на века следва лесоинженерство в Брюксел. Назначен е на държавна служба в Дебър.
В 1878 година постъпва на служба в новосформираната Българска земска войска и служи в армията до 1882 година като офицер от инженерните войски. В 1883 година се установява в София. Член е на редколегията на списание „Орало“. В 1894 или 1895 година година става член на Академията на изобретателите и изложителите в Париж. Чохаджиев е основател на Захарната фабрика в София. В 1895 година е сред основателите на Българското земеделско дружество.
Умира в 1919 година в София. Негов син е вестникарят Димитър Чохаджиев.